# Barłożnia Gościeszyńska
Barłożnia Gościeszyńska is een plaats in het Poolse district  Wolsztyński, woiwodschap Groot-Polen. De plaats maakt deel uit van de gemeente Wolsztyn en telt 60 inwoners.